# 優仕咖啡
UCC上島咖啡（UCC上島珈琲，ユーシーシーうえしまコーヒー，UCC Ueshima Coffee Co.,Ltd.）是一家總部位於日本兵庫縣神戶市中央區的飲料食品企業，主要產品是咖啡。
UCC在1969年（昭和44年）發售了世界首個罐裝咖啡（UCCコーヒーミルク入り，現在的），使得公司的知名度因此一躍而起。UCC開設有咖啡博物館和擁有自己的咖啡農園。1981年UCC在牙買加開設了藍山咖啡的農園，之後UCC又在夏威夷和印度尼西亞開設咖啡園。UCC上島珈琲還在日本各地開有名為上島珈琲店的咖啡廳。

## 台灣
- 1985年7月，與台灣味全公司共同出資成立優仕咖啡股份有限公司，負責家庭以及業務用咖啡商品；以及優味企業股份有限公司，負責上島珈琲店以及其他店舖經營。
- 2016年1月29日，在滅頂行動事件後，味全公司售出優味企業股份有限公司及優仕咖啡股份有限公司全部股份[1]。

## 外部連結

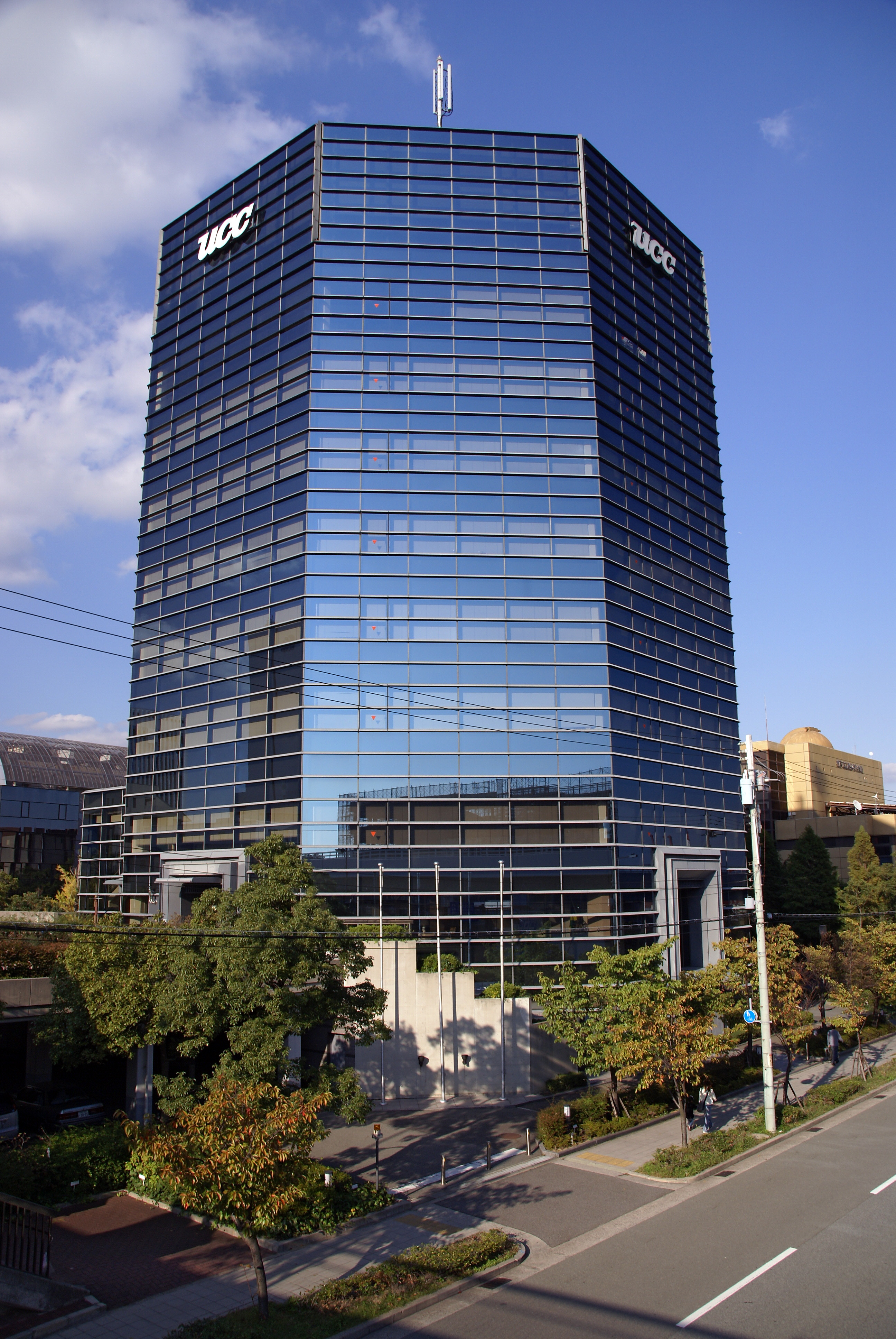
UCC位於神戶的總部

- UCC上島珈琲 （页面存档备份，存于）
- UCCコーヒー博物館 （页面存档备份，存于）
- 上島珈琲店 （页面存档备份，存于）
- ユーシーシーフーヅ株式会社 （页面存档备份，存于）
- ユーシーシーフードサービスシステムズ株式会社 （页面存档备份，存于）